# Октябрьская (Витебский район)
Октя́брьская, Октя́брьский (бел. Акця́брская, Акцябрскі; до 1974 года — Центральная (бел. Цэнтра́льная), (разг. посёлок Октябрьский) — агрогородок в Витебском районе Витебской области Республики Беларусь. Административный центр Октябрьского сельсовета.

## География
Расположен в 4 км от Витебска, на автомобильной дороге Р-87 (Витебск — Орша).
По северо-восточной окраине агрогородка проходит железнодорожная линия Витебск — Смоленск (в 1,5 км от железнодорожной станции Заболотинка).
Между Витебском и агрогородком расположена деревня Сокольники, к югу от агрогородка — деревня Орлово и в глубоком овраге протекает ручей Спичанка. Юго-восточнее (1,3 км) протекает река Лучоса.

## История
Образована как экспериментальный посёлок Центральный (бел. Цэнтра́льны, Цантра́льны). Годом основания считается 1964 год.
Сначала называлась деревня Центральная (бел. Цэнтра́льная).
1 марта 1974 года переименована в деревню Октябрьская.
После возведения административного здания и перевода из деревни Сокольники дирекции совхоза «Селюты» и из деревни Шапуры исполкома Октябрьского сельсовета — центр сельсовета (с 1975 года).
В 1965 году построено здание котельной.
В 1966 году были сданы первые жилые двухэтажки. Населённый пункт был включён в республиканский план сельского строительства. К 1968 году разработан генеральный план застройки центральной усадьбы совхоза «Селюты».
С 1970 года застройка проводилась по проекту института «Витебскгражданпроект» (архитекторы А. А. Бельский и Н. С. Иванов, разработка проекта и застройка отмечены премией Совета Министров СССР в 1976 году и двумя дипломами ВДНХ СССР). Предусматривалось разделение на жилую и производственные зоны.
В центре, который располагается при въезде с автомагистрали, проложена аллея, посажены сад и сквер. Поблизости находится площадь с общественно-культурными зданиями, фонтаном и искусственным водоёмом.
В 1975 году открыта Витебская зональная дорожно-климатическая станция (в дальнейшем дорожно-опытная).
С 14 августа 2002 года до 20 июля 2007 года в деревне находилась центральная усадьба коммунального унитарного сельхозпредприятия «Селюты».
В 2010 году деревня Октябрьская преобразована в агрогородок.

## Население

### Численность
- 1999 год — 2033 жителя (перепись населения)
- 2003 год — 2175 жителей, 822 двора
- 2009 год — 2180 жителей (перепись населения)[6]
- 2014 год — 2496 жителей
- 2018 год — 2669 жителей, 923 хозяйства

## Инфраструктура
- Механизированный двор
- Лесничество
- Отделение связи
- Детский сад-ясли
- Средняя школа
- Детская школа искусств
- Витебский государственный аграрно-технический колледж
- Оздоровительный центр
- Амбулатория общей практики
- Комплексный приёмный пункт
- АТС
- Торговые объекты

## Культура
- Дом культуры
- Библиотека
- Центр ремёсел

Витебский районный историко-краеведческий музей

- Витебский районный историко-краеведческий музей
- Музей УО «Витебский государственный аграрно-технический колледж»
- Музей боевой и трудовой славы ГУО «Октябрьская средняя школа Витебского района имени И. П. Соболева»

## События и мероприятия
В 2014 году агрогородок отпраздновал 50 лет со дня основания.

## Достопримечательности
- Православный храм Смоленской иконы Божией Матери.
- Аллея памяти имени Героя Советского Союза Петра Шистерова. Заложена 17 апреля 2019 года.

### Памятники и памятные знаки
- Памятник на братской могиле советских воинов, погибших в 1944 году. Расположен к юго-западу от деревни возле автомагистрали Витебск — Орша. Установлен в 1976 году.
- Памятный знак на месте, где в 1919—1941 годах действовала школа—коммуна имени М. И. Калинина. Находится у автодороги Р-87 (Витебск — Орша).
- Памятный знак воинам-интернационалистам.
- Памятный знак в честь 293-го гаубичного артиллерийского полка (2014).
- Памятный знак на Аллее памяти имени Героя Советского Союза Петра Васильевича Шистерова.